# Minoru Suganuma
Minoru Suganuma (菅沼 実 Suganuma Minoru?, nacido el 16 de mayo de 1985 en Saitama) es un exfutbolista japonés que se desempeñaba como centrocampista.

## Trayectoria

### Clubes
| Club            | País   | Año         |
| --------------- | ------ | ----------- |
| Kashiwa Reysol  | Japón  | 2002 - 2010 |
| Vitória         | Brasil | 2005        |
| Ehime FC        | Japón  | 2006        |
| Júbilo Iwata    | Japón  | 2010 - 2013 |
| Sagan Tosu      | Japón  | 2014 - 2015 |
| Roasso Kumamoto | Japón  | 2016 - 2018 |

## Estadística de carrera

### J. League
| Club            | Año   | J. League | J. League | Copa J. League | Copa J. League | Total | Total |
| Club            | Año   | Part.     | Goles     | Part.          | Goles          | Part. | Goles |
| --------------- | ----- | --------- | --------- | -------------- | -------------- | ----- | ----- |
| Kashiwa Reysol  | 2002  | 2         | 0         | 0              | 0              | 2     | 0     |
| Kashiwa Reysol  | 2003  | 4         | 1         | 0              | 0              | 4     | 1     |
| Kashiwa Reysol  | 2004  | 3         | 0         | 1              | 0              | 4     | 0     |
| Ehime FC        | 2006  | 45        | 11        | -              | -              | 45    | 11    |
| Kashiwa Reysol  | 2007  | 29        | 6         | 6              | 0              | 35    | 6     |
| Kashiwa Reysol  | 2008  | 30        | 10        | 6              | 1              | 36    | 17    |
| Kashiwa Reysol  | 2009  | 30        | 4         | 6              | 2              | 36    | 6     |
| Kashiwa Reysol  | 2010  | 6         | 0         | -              | -              | 6     | 0     |
| Júbilo Iwata    | 2010  | 18        | 0         | 4              | 1              | 22    | 1     |
| Júbilo Iwata    | 2011  | 11        | 0         | 2              | 0              | 13    | 0     |
| Júbilo Iwata    | 2012  | 18        | 2         | 2              | 0              | 20    | 2     |
| Júbilo Iwata    | 2013  | 2         | 0         | 0              | 0              | 2     | 0     |
| Sagan Tosu      | 2014  | 0         | 0         | 2              | 0              | 2     | 0     |
| Sagan Tosu      | 2015  | 2         | 0         | 1              | 0              | 3     | 0     |
| Roasso Kumamoto | 2016  | 11        | 2         | -              | -              | 11    | 2     |
| Roasso Kumamoto | 2017  | 4         | 1         | -              | -              | 4     | 1     |
| Total           | Total | 215       | 37        | 30             | 4              | 245   | 41    |

## Palmarés

### Títulos nacionales
| Título         | Club         | País  | Año  |
| -------------- | ------------ | ----- | ---- |
| Copa J. League | Júbilo Iwata | Japón | 2010 |